# Saturday Erimuya
Saturday Keigo Erimuya (Ciudad de Benín, 10 de enero de 1998) es un futbolista nigeriano. Juega como defensa en el C. F. Lorca Deportiva de la Segunda Federación.

## Trayectoria
A finales del año 2016 fichó por el Cádiz C. F. procedente del Kayseri Erciyesspor turco para jugar en su filial. Con este compitió en la Segunda División B y llegó a debutar con el primer equipo jugando varios partidos de la Copa del Rey.
A finales de agosto de 2021 fue cedido al Real Valladolid C. F. Promesas por una temporada. Tras la misma dejó el conjunto gaditano y el 24 de octubre se unió al Deportivo Aragón, con el que disputó 22 partidos en la Segunda Federación. La siguiente campaña se marchó a la A. D. Ceuta F. C.
A inicios de 2025 fichó por la U. E. Sant Andreu, para reforzar la defensa en la segunda vuelta de liga. Se marchó al final de la temporada y en julio de 2025 se unió al C. F. Lorca Deportiva.

## Selección nacional
En 2016 participó en los Juegos Olímpicos de Río de Janeiro con la selección de Nigeria y consiguieron ganar la medalla de bronce.

## Clubes
Actualizado al último partido disputado el 25 de mayo de 2024.
| Club                                    | País          | Año           | Partidos | Goles |
| --------------------------------------- | ------------- | ------------- | -------- | ----- |
| Kayseri Erciyesspor                     | Turquía       | 2016          | 3        | 0     |
| Cádiz C.F. "B"                          | España        | 2017-2022     | 94       | 11    |
| Cádiz C.F.                              | España        | 2019-2022     | 3        | 0     |
| Real Valladolid C. F. Promesas (cedido) | España        | 2021-2022     | 29       | 0     |
| Deportivo Aragón                        | España        | 2022-2023     | 22       | 1     |
| A. D. Ceuta F. C.                       | España        | 2023-2024     | 15       | 0     |
| U. E. Sant Andreu                       | España        | 2025          | 17       | 2     |
| C. F. Lorca Deportiva                   | España        | 2025-         |          |       |
| Total carrera                           | Total carrera | Total carrera | 183      | 14    |

## Palmarés

### Campeonatos internacionales
| Título           | Equipo               | Sede           | Año  |
| ---------------- | -------------------- | -------------- | ---- |
| Juegos Olímpicos | Selección de Nigeria | Río de Janeiro | 2016 |